# ハリプンチャイ国立博物館
ハリプンチャイ国立博物館（ハリプンチャイこくりつはくぶつかん、タイ語: พิพิธภัณฑสถานแห่งชาติ หริภุญไชย、英語: Hariphunchai National Museum) はタイ王国ラムプーン県にある国立博物館。1927年創設。主にラーンナー美術とハリプンチャイ美術を中心に展示が行われている。

## 概要
ハリプンチャイ国立博物館は、北部タイの美術品・考古学資料を収集、展示するためにモントン・パヤップ長官プラヤーラーチャナグーンウィブーンパックディー（ウアプ・パウローヒット、อวบ เปาโรหิต） が、ラーマ5世が1874年に創設したタイ国立博物館事業と連携し、1927年に創設した。ハリプンチャイ博物館は当初よりワット・プラタートハリプンチャイ（正式名称: ワット・プラタートハリプンチャイウォーラマハーウィハーン）とラムプーン県の管理下にあった。1932年立憲革命以降もワット・プラタートハリプンチャイとラムプーン県庁が管理していたが、徐々に芸術局に移管し、1961年11月14日、正式に芸術局管理の国立博物館となった。
芸術局ではさらにハリプンチャイ国立博物館の拡張改修事業をおこし、新博物館を建設を計画。1968年、当時ワット・プラタートハリプンチャイ住職であったプラタンマノーリー師が新博物館建設終了まで博物館の考古、美術品2,031点の保管を担当。芸術局ではワット・プラターﾄハリプンチャイ向かい、インタヨンヨット通り沿いのラムプーン県刑務所とワット・セーンカーウホーという名が碑文から知られる廃寺跡、4220m2の土地に新博物館に建設用地を確保した。新博物館の建設は1972年から始まり、1974年に落成。ワット・プラタートハリプンチャイ、バンコク国立博物館、個人収蔵の収蔵品を集め、展示を開始した。
さらに博物館の拡充が図られ、古くなった博物館棟を取り壊し、1997年、旧博物館用地の上に2棟の現在の博物館棟を建設した。

## 施設
ハリプンチャイ国立博物館は現在2棟の建物から成っている。
1. ラムプーン博物館棟‐ワット・プラタートハリプンチャイの管理下
2. ハリプンチャイ国立博物館棟‐芸術局管理下

## 所在地
ラムプーン県 ムアンラムプーン郡 タムボン・ナイムアン インタヨンヨット通り122 
(タイ語: 122  ถนนอินทยงยศ ตำบลในเมือง อำเภอเมืองลำพูน จังหวัดลำพูน 51000）

## 開館
- 開館時間: 9:00‐16:00
- 閉館日: 月、火、祝日
- 入館無料となる日
  - タイ子供の日（1月第2土曜日）
  - タイ文化財保護の日
  - タイ博物館の日（2月19日）